# British Rail Class 220
British Rail Class 220 "Voyager" – typ spalinowych zespołów trakcyjnych dostarczonych w latach 2000-2001 przez firmę Bombardier Transportation. Łącznie wyprodukowano 34 zestawy, wszystkie są obecnie eksploatowane przez przewoźnika CrossCountry. 

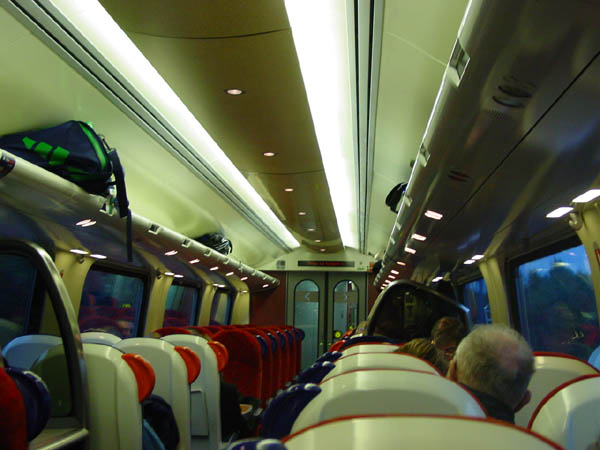
Wnętrze wagonu drugiej klasy